# Liste der Naturdenkmale in Walbeck

Wappen der ehemaligen Gemeinde Walbeck, seit 1969 Stadtteil von Geldern.

Die Liste der Naturdenkmale in Walbeck enthält die Naturdenkmale aus dem Landschaftsplan Nr. 12 des Kreis Kleve, Rechtskraft seit 18. Dezember 1995 (Stand 2004).
In ihr sind an 17 verschiedenen Standorten besondere Bäume, Baumgruppen und eine Eibenhecke gelistet. Sie beeindrucken durch ihre Schönheit, Eigenart und Seltenheit. Bis zur Gebietsreform 1969 war Walbeck eine eigenständige Gemeinde. Heute ist sie ein Stadtteil von Geldern. Durch den Geltungsbereich enthält die Liste auch einige Naturdenkmale aus anderen Ortschaften von Geldern, Straelen und Kerken.
| Denkmal-Nummer | Ort / Lage                                                                         | Bezeichnung des ND                              | Anzahl | Art                                                                          | Eingetragen seit | Schutzgrund                   | Beschreibung                                                                                        | Bild                                    |
| -------------- | ---------------------------------------------------------------------------------- | ----------------------------------------------- | ------ | ---------------------------------------------------------------------------- | ---------------- | ----------------------------- | --------------------------------------------------------------------------------------------------- | --------------------------------------- |
| ND 3.2.1       | Geldern-Walbeck Kapelle an der Genieler Straße / Zur Löp Karte                     | Baumgruppe 3 Linden                             | 3      | Linde (Tilia spec.)                                                          | 1995             | Seltenheit Eigenart Schönheit | Höhe: je ca. 15 m Stammdurchmesser: ca. 80 – 100 cm                                                 | BW                                      |
| ND 3.2.2       | Geldern-Veert Auf einer Viehweide Klever Straße (B9) / Am Kaiserbusch Karte        | Linde am Kaiser                                 | 1      | Linde (Tilia spec.)                                                          | 1995             | Seltenheit Eigenart Schönheit | Höhe: ca. 22 m Stammdurchmesser: ca. 120 cm                                                         | BW                                      |
| ND 3.2.3       | Geldern-Walbeck Haus Steprath, Am Bröckelken 35 Karte                              | Eibenhecke am Haus Steprath                     | 1      | Eibenhecke (Taxus baccata)                                                   | 1995             | Seltenheit Eigenart Schönheit | Höhe: bis zu 12 m ca. 60 m lange alte Eibenhecke                                                    | BW                                      |
| ND 3.2.4       | Geldern-Walbeck Haus Steprath, Am Bröckelken 35 Karte                              | Linde am Haus Steprath                          | 1      | Linde (Tilia spec.)                                                          | 1995             | Seltenheit Eigenart Schönheit | Höhe: ca. 24 m Stammdurchmesser: ca. 160 cm                                                         | BW                                      |
| ND 3.2.5       | Geldern-Walbeck Am Haus Steprath, Am Bröckelken 35 Karte                           | Linde am Wegekreuz vor Haus Steprath            | 1      | Linde (Tilia spec.)                                                          | 1995             | Seltenheit Eigenart Schönheit | Höhe: ca. 22 m Stammdurchmesser: ca. 160 cm                                                         | BW                                      |
| ND 3.2.6       | Geldern-Walbeck Pelleshof, Genieler Straße / Schmalkuhler Weg Karte                | Birnbaum am Pelleshof, Geniel                   | 1      | Kultur-Birne (Pyrus communis)                                                | 1995             | Seltenheit Eigenart Schönheit | Höhe: ca. 18 m Stammdurchmesser: ca. 110 cm                                                         | BW                                      |
| ND 3.2.7       | Geldern-Walbeck am Birkehof, Broeksteg Karte                                       | Birnbaum am Birkehof, Broeksteg                 | 1      | Kultur-Birne (Pyrus communis)                                                | 1995             | Seltenheit Eigenart Schönheit | Höhe: ca. 10 m Stammdurchmesser: ca. 130 cm                                                         | BW                                      |
| ND 3.2.8       | Straelen-Holt Holter Straße 37 Karte                                               | Esskastanie in Holt                             | 1      | Edelkastanie (Castanea sativa)                                               | 1995             | Seltenheit Eigenart Schönheit | Höhe: ca. 18 m Stammdurchmesser: ca. 115 cm                                                         | BW                                      |
| ND 3.2.9       | Straelen-Holt Holter Straße 13 Karte                                               | Eiche in Holt                                   | 1      | Stieleiche (Quercus robur)                                                   | 1995             | Seltenheit Eigenart Schönheit | Höhe: je ca. 24 m Stammdurchmesser: ca. 110 cm                                                      | BW                                      |
| ND 3.2.10      | Geldern-Pont Haus Ingenray, Möhlendyk 22 Karte                                     | Baumgruppe Blutbuche und Birne am Haus Ingenray | 2      | 1× Blutbuche (Fagus sylvatica atropurpurea) 1× Kultur-Birne (Pyrus communis) | 1995             | Seltenheit Eigenart Schönheit | Buche: Höhe: ca. 25 m Stammdurchmesser: ca. 100 cm Birne: Höhe: ca. 8 m Stammdurchmesser: ca. 80 cm | BW                                      |
| ND 3.2.11      | Kerken-Nieukerk am Baersdonker Weg nördlich des Schoulenhofes Flur:7 Flurstück:120 | Eiche am Baersdonker Weg                        | 1      | Stieleiche (Quercus robur)                                                   | 1995             | Seltenheit Eigenart Schönheit | Höhe: ca. 22 m Stammdurchmesser: ca. 120 cm                                                         | Direkt Bild zu diesem Denkmal hochladen |
| ND 3.2.12      | Straelen-: Hof an der Maasstraße 127, an der niederländischen Grenze Karte         | Baumgruppe 2 Esskastanien an der L 2            | 2      | Edelkastanie (Castanea sativa)                                               | 1995             | Seltenheit Eigenart Schönheit | Höhe: je ca. 18 m Stammdurchmesser: ca. 110 bzw. 130 cm                                             | BW                                      |
| ND 3.2.13      | Straelen-: Am Meykeshof an der Niersstraße Karte                                   | Baumgruppe 8 Eichen am Meykeshof                | 8      | Stieleiche (Quercus robur)                                                   | 1995             | Seltenheit Eigenart Schönheit | Höhe: bis zu 27 m Stammdurchmesser: ca. 70 – 140 cm                                                 | BW                                      |
| ND 3.2.14      | Straelen-: Im Niersbruch am Waldrand, zwischen Hoyendonk und Kleine Niers Karte    | Buche im Niersbruch am Waldrand                 | 1      | Rotbuche (Fagus sylvatica)                                                   | 1995             | Seltenheit Eigenart Schönheit | Höhe: ca. 28 m Stammdurchmesser: ca. 195 cm                                                         | BW                                      |
| ND 3.2.15      | Straelen-: am Siemeshof, Hetzerter Straße / Klaesenweg, Nähe Haus Eyll Karte       | Birnbaum am Siemeshof                           | 1      | Kultur-Birne (Pyrus communis)                                                | 1995             | Seltenheit Eigenart Schönheit | Höhe: ca. 12 m Stammdurchmesser: ca. 130 cm                                                         | BW                                      |
| ND 3.2.16      | Straelen-: am Vlassrather Bruch, zwischen Haus Vlassrath und Kleine Niers Karte    | Esskastanie am Vlassrather Bruch                | 1      | Edelkastanie (Castanea sativa)                                               | 1995             | Seltenheit Eigenart Schönheit | Höhe: ca. 15 m Stammdurchmesser: ca. 130 cm                                                         | BW                                      |
| ND 3.2.17      | Straelen-: am Paesdyk Flur:19 Flurstück:7                                          | Eiche am Paesdyk                                | 1      | Stieleiche (Quercus robur)                                                   | 1995             | Seltenheit Eigenart Schönheit | Höhe: ca. 22 m Stammdurchmesser: ca. 130 cm                                                         | Direkt Bild zu diesem Denkmal hochladen |